# Shabani Nonda
Shabani Nonda (Bujumbura, 6 maart 1977) is een in Burundi geboren oud-profvoetballer met de Congolese nationaliteit. Tussen 2000 en 2010 speelde hij in het voetbalelftal van Congo-Kinshasa, waarvoor hij meer dan veertig interlands speelde.
Nonda begon als voetballer in de jeugd van TP Mazembe in 1990. Daarna ging hij spelen voor Young Africans, een van de grootste clubs uit Tanzania. De volgende tussenstop was het Zuid-Afrikaanse Vaal Professionals. In 1995 was het FC Zürich dat Nonda naar Europa haalde. Daar werd hij in het seizoen 1997-98 uitgeroepen tot Beste buitenlander in Zwitserse competitie.
In 1998 vertrok de spits naar Frankrijk, waar hij speelde voor Stade Rennais en AS Monaco. Bij beide clubs was Nonda een vaste waarde. In 2001 won Nonda de Coupe de la Ligue met AS Monaco en in 2004 haalde hij met dezelfde club de finale van de UEFA Champions League, waarin FC Porto echter met 3-0 te sterk was. In 2001 werd Shabani Nonda met 26 doelpunten topscorer van de Ligue 1. In 2005 tekende Nonda een contract bij AS Roma, maar daar werd hij nooit een vaste waarde.
Sinds september 2007 speelde Nonda voor het Turkse Galatasaray. Tijdens de winter transferperiode van het seizoen 2009/2010 werd Nonda's contract door Galatasaray ontbonden omdat Giovani Dos Santos werd gehuurd van Tottenham Hotspur FC. Nonda raakte daardoor clubloos en eindigde zijn carrière.
Nonda geldt samen met Lomana LuaLua (o.a. Newcastle United en Portsmouth FC als een van de grootste sterren van het nationale elftal van DR Congo. Nonda moest de African Nations Cup 2006 missen door een blessure.

## Clubstatistieken
| seizoen | club             | land                 | competitie        | duels | goals |
| ------- | ---------------- | -------------------- | ----------------- | ----- | ----- |
| 1996/97 | FC Zürich        | Vlag van Zwitserland | Axpo Super League | 11    | 10    |
| 1997/98 | FC Zürich        | Vlag van Zwitserland | Axpo Super League | 34    | 24    |
| 1998/99 | Stade Rennais    | Vlag van Frankrijk   | Ligue 1           | 32    | 15    |
| 1999/00 | Stade Rennais    | Vlag van Frankrijk   | Ligue 1           | 30    | 16    |
| 2000/01 | AS Monaco        | Vlag van Frankrijk   | Ligue 1           | 28    | 12    |
| 2001/02 | AS Monaco        | Vlag van Frankrijk   | Ligue 1           | 30    | 14    |
| 2002/03 | AS Monaco        | Vlag van Frankrijk   | Ligue 1           | 35    | 26    |
| 2003/04 | AS Monaco        | Vlag van Frankrijk   | Ligue 1           | 12    | 5     |
| 2004/05 | AS Monaco        | Vlag van Frankrijk   | Ligue 1           | 10    | 0     |
| 2005/06 | AS Roma          | Vlag van Italië      | Serie A           | 14    | 4     |
| 2006/07 | Blackburn Rovers | Vlag van Engeland    | Premier League    | 26    | 7     |
| 2007/08 | Galatasaray      | Vlag van Turkije     | Süper Lig         | 32    | 15    |
| 2008/09 | Galatasaray      | Vlag van Turkije     | Süper Lig         | 34    | 7     |
| 2009/10 | Galatasaray      | Vlag van Turkije     | Süper Lig         | 14    | 14    |